# Бабукар Фал
Бабукар Фал (англ. Baboucarr Faal; нар. 3 квітня 2003, Банжул, Гамбія) — гамбійський футболіст, нападник львівського «Руху».

## Життєпис
Народився в столиці Гамбії, Банжулі. Вихованець місцевого «Гоукса», в складі якого й розпочав дорослу футбольну кар'єру.
19 січня 2023 року перейшов до хорватського «Орієнта 1919». Дебютував за нову команду 18 лютого 2023 року в нічийному (0:0) домашньому поєдинку 18-го туру Першої ліги Хорватії проти «Кроації» (Зміявці). Бабукар вийшов на поле на 86-й хвилині замість Едіна Фатича. Першим голом за «Орієнт» відзначився 17 квітня 2023 року на 37-й хвилині переможного (3:0) виїзного поєдинку 26-го туру Першої ліги Хорватії проти загребської «Дубрави». Фал вийшов на поле в стартовому складі, а на 64-й хвилині його замінив Енніо Травалья. За два з половиною сезони в «Орієнті» зіграв 50 матчів (11 голів) у другому дивізіоні чемпіонату Хорватії, ще 2 рази входив на поле в матчах кубку Хорватії.
24 лютого 2025 року підписав довгостроковий контракт з «Рухом». У футболці львівського клубу дебютував 2 березня 2025 року в програному (0:2) виїзному поєдинку 19-го туру Прем'єр-ліги України проти луганської «Зорі». Бабукар вийшов на поле 46-й хвилині замість Владислава Погорілого.